# 酢酸オクチル
酢酸オクチル（さくさんオクチル、Octyl acetate）ないしはエタン酸オクチルはオクタノールと酢酸とから生成するエステルで、フルーツ系の人工香料の基になっている。
酢酸オクチルは縮合反応により生成する。
{\displaystyle {\ce {C8H17OH\ + CH3COOH -> C10H20O2\ + H2O}}}

## 安全性
動物実験での半数致死量（LD50）は、ラットへの経口投与で3g/kg、ウサギへの経皮投与で5g/kg以上。消防法による第4類危険物 第3石油類に該当する。

## 註・出典
1. ↑  『合成香料 化学と商品知識』印藤元一著 2005年増補改訂 化学工業日報社 ISBN 4-87326-460-X
2. ↑  法規情報 (東京化成工業株式会社)